# Jalovec šupinatý

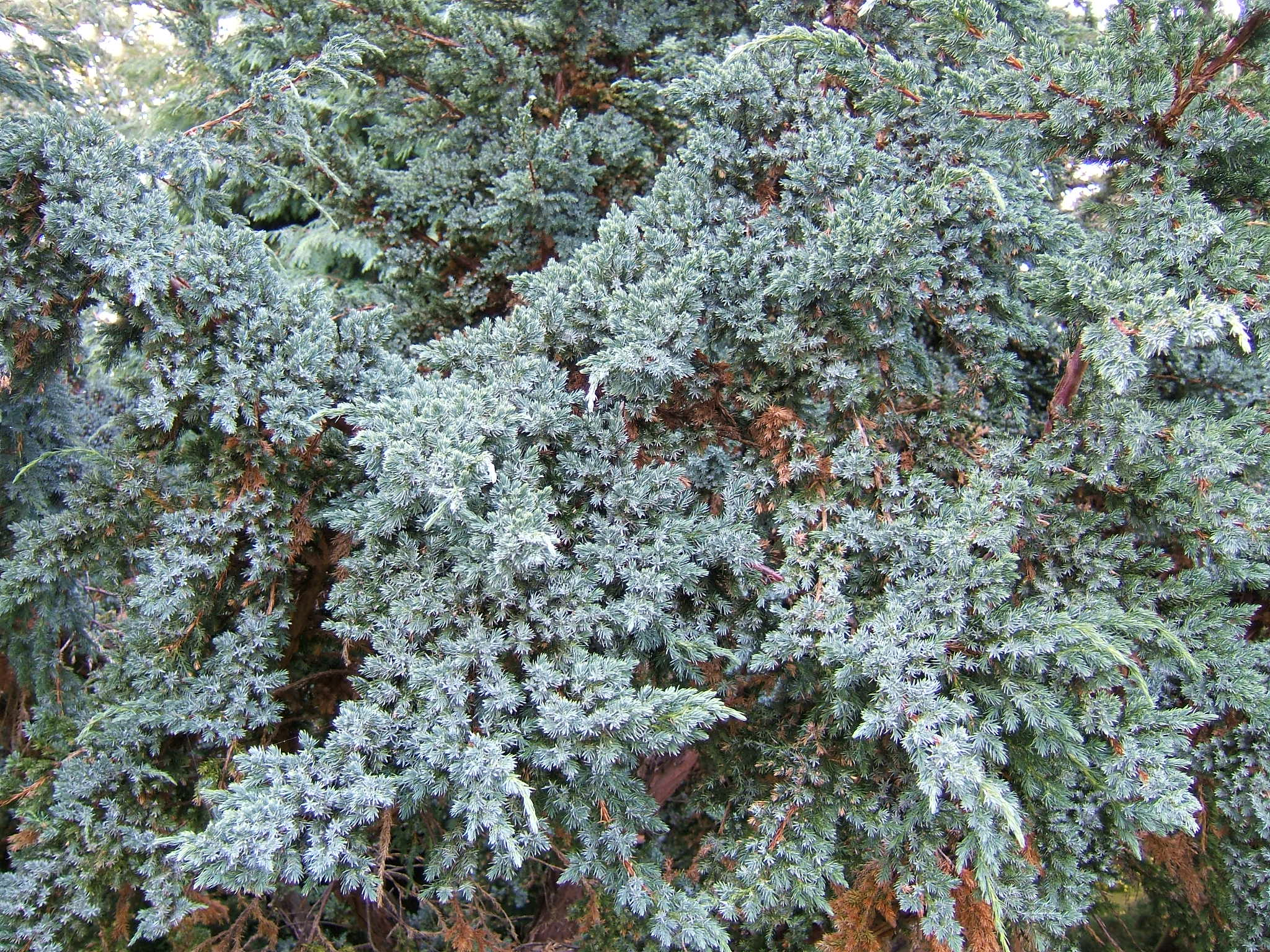
Textura keře, Juniperus squamata 'Meyeri'

Jalovec šupinatý (Juniperus squamata) je stálezelený neopadavý jehličnan, keřovitá dřevina nízkého vzrůstu z čeledi cypřišovité (Cupressaceae). Latinské druhové jméno squamata (šupinatý) poukazuje na malé, šupinám podobné jehlice. Je používáno synonymum jalovec stěsnaný.

## Výskyt
Je původní v oblastech Himálaje a Číny, od severovýchodního Afghánistánu východu na západ Yunnan v jihozápadní Číně, na severu po západní Gansu a na východ po Fujian. Roste v nadmořských výškách 1,600-4,900 m n. m.

## Popis
Je to jehličnatý stálezelený keř (zřídka malý strom ), který dorůstá výšky 2–10 m (zřídka 15m), s hnědou borkou a nepravidelně kuželovitým habitem koruny. Listy jsou jehlice 3–9 mm dlouhé, uspořádané v šesti řadách střídavě protistojně po třech. Často bývají šedivě modrozelené barvy. Plody jsou zdužnatělé šišky připomínající bobule, kulovité až vejčité, 4–9 mm dlouhé o průměru 4–6 mm, lesklé, černé, ojíněné, obsahují jedno semeno. Zrají asi 18 měsíců. Samčí šištice jsou 3–4 mm dlouhé, kvetou na jaře. Druh je ve značné míře dvoudomý, samčí a samičí květenství vyrůstají na různých rostlinách, ale někteří jedinci jsou jednodomí.

## Taxonomie

### Variety
Některými autoritami je v taxonomii respektováno tři až pět variet:
- Juniperus squamata var. squamata - listy 5–9 mm.
- Juniperus squamata var. fargesii Rehder & E.H.Wilson - listy 3–5 mm.
- Juniperus squamata var. hongxiensis Y.F.Yu & L.K.Fu; často vřazován do var. squamata.[4]
- Juniperus squamata var. parviflora Y.F.Yu & L.K.Fu; často vřazován do var. squamata.[4]

Někdy je Juniperus morrisonicola Hayata z Tchaj-wanu, uváděn jako synonymum tohoto druhu, nebo jako varieta Juniperus squamata var. morrisonicola (Hayata) H.L.Li & H.Keng,, ale je lépe jej rozlišovat jako odlišný druh, má totiž odlišný profil DNA.

### Kultivary
Kultivary jsou vyšlechtěny s ohledem na habitus, výšku, barvu jehlic. Pěstované kultivary:
- 'Blue Spider'
- 'Blue Star'
- 'Meyeri'
- 'Prostrata'
- 'Wilsonii'

Ve 20. století byl v ČR populárním kultivarem Juniperus squamata 'Meyeri'.

## Využití
Jako okrasné rostliny pro použití v zahradách je vyšlechtěno více různých odrůd s různými vlastnostmi vzhledu. Druh je ceněn jako stálezelená rostlina, v kompozici jej lze využít jako půdokryvné dřeviny, solitery, do skupin nebo do skalek, podle kultivaru. Keře mají dosti ostré jehlice a údržba je tak někdy nesnadná. Je vhodné pěstovat spíše nižší kultivary. Zastíněné části rychle prosychají. Sněhem se keře snadno rozvalují, zvláště vyšší kultivary. Vyšší dřeviny ztrácí nižší patra – vyholují, staré vyšší dřeviny jsou často nevzhledné. Je vhodný i pro pěstování v mobilní zeleni.

### Nároky
Vyžaduje plné osvětlení, ve stínu silně prosychá. Snáší otevřené prostranství, zcela odolává namrzání a snese přísušky. Preferuje propustné i chudší, mírně kyselé půdy, ale snáší i zásadité. Přihnojení podpoří růst. Snáší průmyslové prostředí. Nízké kultivary je vhodné mulčovat. Je náchylný k prosychání a napadení štítenkou.

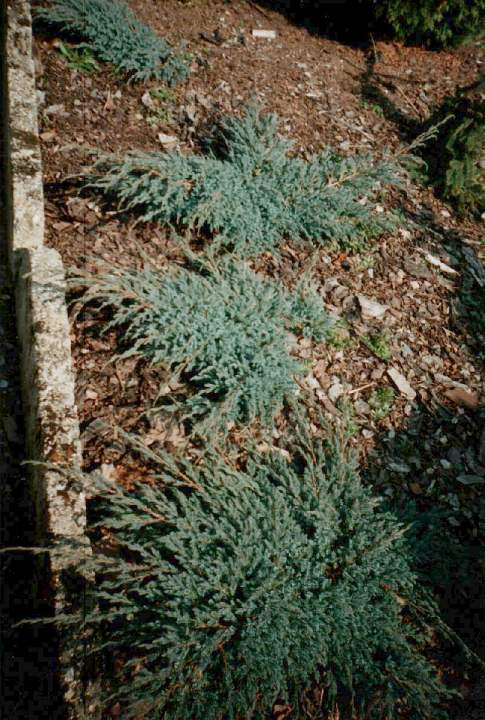
Mladá výsadba nízkého kultivaru 'Blue Carpet'
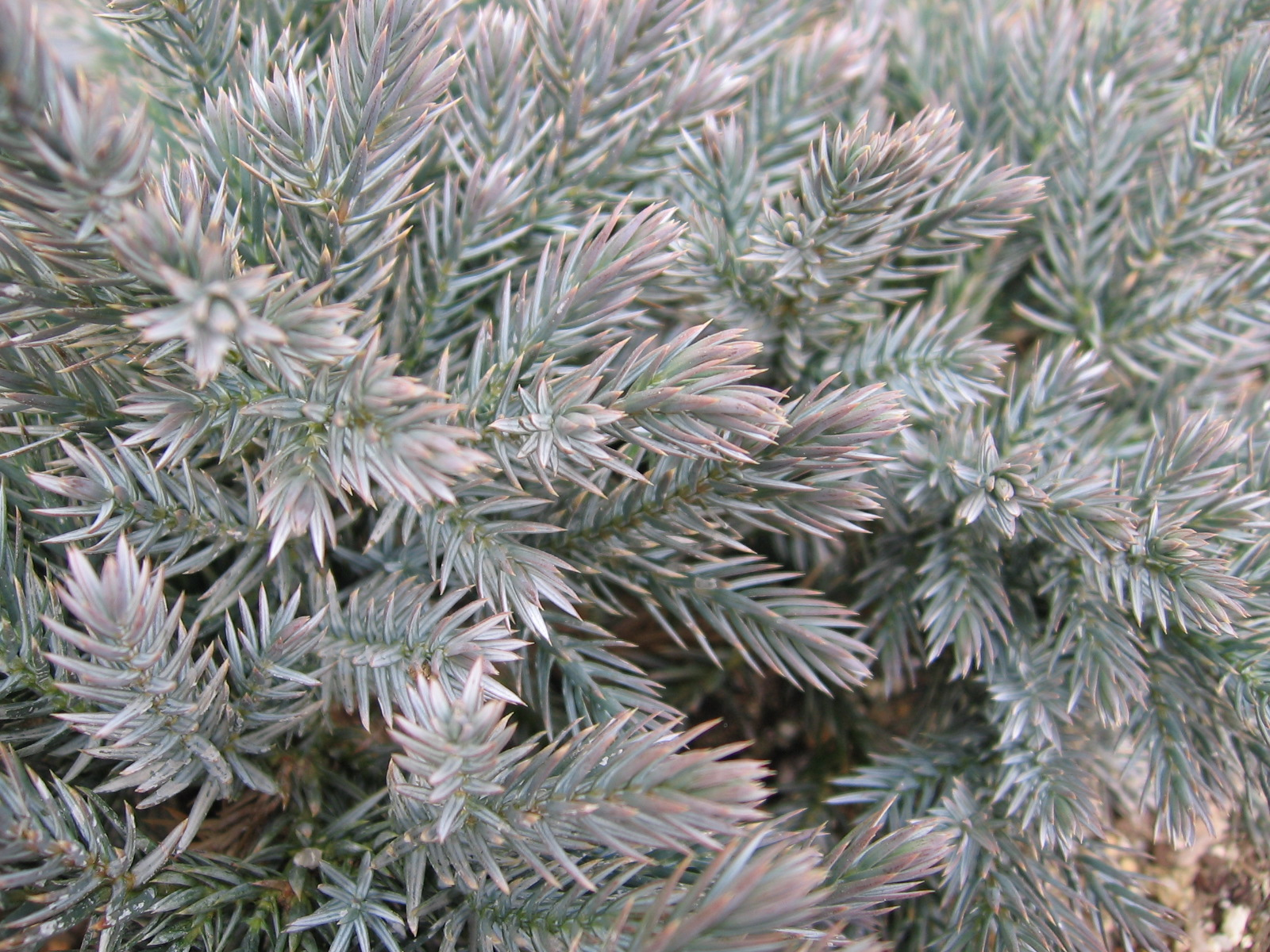
Hnědnutí jehlic způsobené chladem
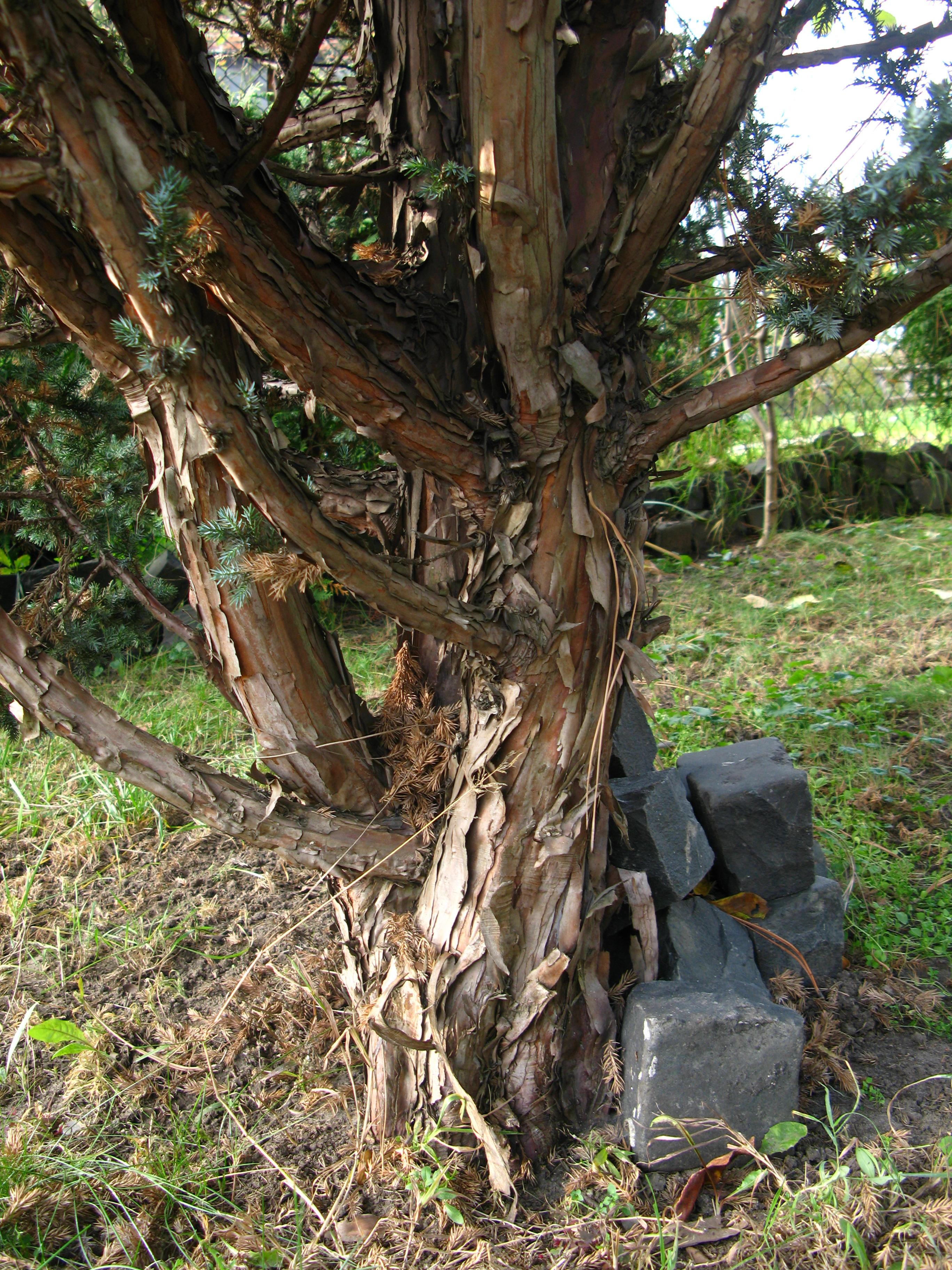
Borka na kmeni Juniperus squamata  'Meyeri'